# Iqball hotel
Iqball hotel je prvi roman slovenskega pisatelja Borisa Kolarja. Izšel je leta 2008 pri založbi Obzorja. Nastajal naj bi deset let, saj ga je avtor pisal le na dopustu. Spremno besedo je napisala Sonja Porle.
Skozi zgodbo avtor predstavi Afriko in življenje njenih prebivalcev v kolonialnem obdobju po prvi svetovni vojni do konca 20 stoletja ter odnos belcev do njih. Uporablja slikovite prispodobe vetra, narave, žuželk in živali v savani, ki jih preplete s satiro in magijo. 

## Vsebina
»Iqball hotel je roman, ki ga moramo brati počasi, zelo počasi.« (Boris Kolar)
Skozi roman se na humoren način prepletajo dogodki iz življenjskih zgodb štirih glavnih junakov: lastnika hotela Vita, irskega misijonarskega učitelja Brandona O'Donella, pripovedovalca zgodb Hansa Putka moja in gospodinje Alice. Zgodba se odvija od obdobja po koncu prve svetovne vojne in vse do konca 20. stoletja, v podsaharski Afriki, natančneje v izmišljeni Deželi, ki ji nebo podpira veter in v Vasi, ki leži na robu te Dežele. Mladi Sredozemec Vito sredi savane postavi hotel iz ilovice, ki ga poimenuje Iqball hotel in se zaplete z gospodinjo Alico. Edini in redni obiskovalci hotela so pastirski staroselci Haruše, ki se ukvarjajo predvsem s stavami, pijačo in pretepanjem. To pa ni všeč Brandonu O'Donellu, ki na koncu tudi pomembno vpliva na usodo Afrike in hotela. 
Vito je majhen, debelušen, kodrast, neobrit Sredozemec z žarečimi očmi, šarmom in pustolovskim duhom. Je bolj lene narave, saj raje počaka, da se problem reši, kot da bi ukrepal. Vodi Iqball hotel in je dober prijatelj s Harušami. Zaljubi se v gospodinjo Alico.
Brandon O'Donell je irski misijonarski učitelj, ki pride v Vas učiti otroke, da morajo spoštovati angleškega kralja. Ni se dobro prilagodil, zato ga imajo za čudaka. Zasovražil je Afriko, črnce in ženske, saj bi raje vrtnaril, kot odšel v Afriko. Zato jo je obtoževal za vse svoje težave. Večino časa je slabe volje, molčeč, vase zaprt in togoten.
Alica je petindvajset letno obilno dekle z velikim nasmehom in nežnim dotikom. Je kuharica, gospodinja in perica Brandonu O'Donellu. Do njega je ustrežljiva, ponižna, skrbna, zvesta in ga milo gleda. Je prijazna in preprosta. Njen svet se spremeni, ko spozna Vita.
Hans Putka moja je bivši nemški vojak pšenično rumenih las, modrih oči in tavajočega pogleda, ki hodi s kuro pod pazduho. Prebivalci vasi ga zelo spoštujejo in ga imajo za poštenega človeka, ki ima žalostno preteklost. Klub temu, da pripoveduje zgodbe, ki jih prejšnji dan sliši od drugih ljudi, velja za najboljšega pripovedovalca zgodb v Vasi. 
Haruše so dolgonogi in redkobesedni pastirji, ki so pregnali trgovce s sužnji. Imajo maga, za katerega verjamejo, da riše usodo ljudi. So  neustrašni, saj se bojijo samo Boga. So dobri tekači in zelo tekmovalni. Najraje so pili pijačo iz kačjega strupa, se pretepali in zaganjali palico, ki so jo položili na nogo nasprotniku v trebuh. 

## Nagrade
Delo je bilo med prvo peterico nominirancev za nagrado Kresnik leta 2009. 

## Izdaje in prevodi
- Prva izdaja iz leta 2008. (COBISS)
- Elektronska verzija prve izdaje v slovenskem jeziku iz leta 2010. (COBISS)
- Angleški prevod prve izdaje iz leta 2012 Na strani iTunes